# El Museo del Barrio
El Museo del Barrio, a menudo conocido simplemente como El Museo, es un museo ubicado en el número 1230 de la Quinta Avenida, en el barrio de East Harlem, Manhattan, Nueva York. El museo se encuentra cerca del extremo norte de la Milla de los Museos de la Quinta Avenida, inmediatamente al norte del Museo de la Ciudad de Nueva York y al sur del futuro Museo de Arte Africano. Fundado en 1969, El Museo se especializa en arte latinoamericano y caribeño, con énfasis en obras de Puerto Rico y la comunidad puertorriqueña radicada en la ciudad de Nueva York. Uno de sus patronos es el artista portorriqueño, Tony Bechara.

## Sobre el museo
El Museo del Barrio es la principal institución cultural latinoamericana de Nueva York. A través de sus amplias colecciones, variadas exposiciones y publicaciones, programas públicos bilingües, actividades educativas, festivales y eventos especiales, El Museo actualmente se enfoca en mostrar al público la diversa riqueza de la historia del arte y la cultura caribeña, latina y latinoamericana. Al presentar a los jóvenes esta herencia cultural, El Museo acercar a la próxima generación de visitantes del museo, a la vez que satisface el creciente interés por el arte caribeño, latino y latinoamericano entre los estadounidenses y los extranjeros que visitan Nueva York.

## Colección
El museo presenta una extensa colección permanente de más de 6.500 obras, y abarca más de 800 años de arte puertorriqueño, latinoamericano, caribeño y latino, incluye artefactos taínos precolombinos, artes tradicionales (como el puertorriqueño Santos de palo y Máscaras de Vejigante), dibujos, pinturas, esculturas e instalaciones del siglo XX, así como grabados, fotografías, documentales y videos. A menudo se presentan exhibiciones temporales de arte moderno puertorriqueño y latino. El museo también patrocina numerosos festivales y programas educativos durante todo el año, incluido el desfile anual del Día de los Reyes Magos. Debido a la falta de espacio antes de su expansión entre 2009 y 2010, el museo tuvo que colocar parte de su colección permanente en línea. Esto también sirvió como un medio para el desarrollo del público de la institución.
Buscando aumentar su audiencia y llegar a nuevas, El Museo se ha asociado con una serie de organizaciones para exhibiciones conjuntas, incluyendo la Sociedad Histórica de Nueva York, el Museo de Arte de Queens y el Studio Museum en Harlem. Además, el museo está trabajando actualmente en la construcción de una nueva colección permanente agregando obras de arte de la posguerra, más obras modernistas y contemporáneas, y mostrando la fuerza del arte gráfico de los objetos taínos.

## Historia
Originalmente, el museo era una estación de bomberos durante el Movimiento Nuyorican y el Movimiento de Derechos Civiles, en una época en que los libros eran quemados por figuras políticas radicales. Estimulados por la falta de diversidad cultural en los programas educativos de la ciudad y las oportunidades educativas en el barrio, un grupo de padres, educadores y activistas comunitarios afroamericanos y puertorriqueños en el centro y este de Harlem, también conocido como El Barrio, exigió que sus niños recibieran una educación que reconociera y abordara sus diversas herencias culturales. En respuesta a estas demandas, William W. Frey, entonces superintendente del distrito escolar 4, nombró al artista y educador Rafael Montañez Ortíz para crear materiales didácticos para las escuelas en el este y centro de Harlem acerca del arte, la historia, el folklore y la cultura puertorriqueña. Sin embargo, Rafael Montañez Ortíz rápidamente reorientó este proyecto hacua la creación de un museo comunitario que se dedicara al arte y la cultura puertorriqueña, y lo llamó El Museo del Barrio.
En sus documentos fundacionales, Rafael Montañez Ortíz declaró que «la privación cultural que he experimentado como puertorriqueño me ha llevado a buscar una alternativa práctica al museo ortodoxo, que no satisface mis necesidades de una auténtica experiencia étnica. Para darme a mí y a otros la oportunidad de establecer conexiones vivas con nuestra propia cultura, fundé El Museo del Barrio». Se desempeñó como director de la institución desde junio de 1969 hasta la primavera de 1971. El museo también buscó definirse a sí mismo como una institución educativa y su ubicación original era un aula de una escuela pública. Con el creciente tamaño de la población latina en toda la ciudad de Nueva York, de la cual los puertorriqueños siguen siendo la mayoría, el alcance del museo se ha expandido, generando conflictos con algunos artistas, académicos y activistas del vecindario ansiosos por preservar su misión original.
En 1977, El Museo se unió al Grupo de Instituciones Culturales (también conocido como CIG) que ayudó a aumentar y mantener su financiación. Su financiación se congeló en la década de 1980, después de un período de mala gestión. Sin embargo, fue capaz de recuperarse y crecer con éxito. Una exhibición de Frida Kahlo en 2002 atrajo a más asistentes de los que normalmente visitaban el museo y ayudó a transformar su percepción y condujo al primer director no puertorriqueño del museo.
En 2009, El Museo celebró su cuadragésimo aniversario con eventos públicos y la finalización de una extensa renovación, que incluyó un espacio de exhibición para su colección permanente, una cafetería y un patio rediseñado de 4.500 pies cuadrados.
El 15 de febrero de 2013, se anunció que Margarita Aguilar dejaba su puesto como directora, en tanto el siguiente director Jorge Daniel Veneciano, dejó el cargo en agosto de 2016.
El Museo ha crecido de un espacio alternativo a un museo ya reconocido dentro del East Harlem y ha ampliado su enfoque del arte exclusivamente puertorriqueño, para abarcar el arte y la cultura latina, caribeña y latinoamericana.

## Expansión
Después de una reubicación fallida en el antiguo Palacio de Justicia de Tweed, El Museo optó por llevar a cabo un proyecto de 15 millones de dólares estadounidenses para transformar su patio al aire libre en un vestíbulo vidriado, cafetería y un espacio para espectáculos, y proporcionar una «cara» pública adecuada a la calle al estilo del modelo del renovado Museo de Brooklyn. Así reabrió sus puertas tras su renovación y expansión en octubre de 2009, lo cual fue bien recibido por el público. La renovación fue dirigida por el arquitecto Gruzen Samton, con sede en Nueva York, y se completó a un costo de 35 millones de dólares estadounidenses, y agregándose al proyecto una tienda y un restaurante.
De 2018 a 2019, el teatro fue restaurado. Sus pinturas de cuento de hadas fueron rehechas, los asientos intercambiados y el escenario modernizado. Dos candelabros artísticos olvidados volvieron a colgarse del techo y las reformas y la reapertura se celebraron con un concierto del legendario y nativo de El Barrio, Eddie Palmieri, el 20 de febrero de 2019.